# Gabriel Riesser
Gabriel Riesser (né le 2 avril 1806 à Hambourg, mort le 22 avril 1863 dans la même ville) est un avocat, notaire, journaliste et homme politique allemand.

## Biographie
Les grands-pères de Riesser sont tous les deux rabbins. Son père Eliesser Lazarus ben Katzenellenbogen avec le nom d'emprunt de Riesser vient de l'astroblème du Nördlinger Ries à Hambourg pour faire des études rabbiniques. Il travaille d'abord comme secrétaire du Beth din d'Altona puis comme commerçant à Hambourg. Sa mère, Frommaid Cohen, est la fille du grand-rabbin d'Altona.
Gabriel est le sixième enfant de la famille. Après sa scolarité à l'école d'érudition Saint-Jean et au lycée Sainte-Catherine de Lübeck, il étudie de 1824 à 1828 le droit à Kiel puis à Heidelberg. À Kiel, il est proche des associations étudiantes mais n'y adhère pas, par peur de l'antisémitisme. À Heidelberg, il a pour professeur Anton Friedrich Justus Thibaut. Riesser fonde à Heidelberg avec des amis de Hambourg un cercle de conversation auquel appartiennent Nicolaus Ferdinand Haller, Gustav Struve et Jacob Venedey.
Avocat, Riesser est un partisan de l'égalité des droits pour les Juifs. Il est lui-même victime de l'antisémitisme. À Heidelberg et à Iéna, on lui refuse d'être privat-docent, ce qui est permis à Hambourg en 1829. Il a mis en avant l'égalité de traitement en vigueur à Hambourg durant l'occupation napoléonienne et une clause de droits acquis de l'article 16 de la loi fédérale.
Riesser publie un pamphlet en 1831 et fonde l'année suivante le magazine Der Jude, dans lequel il lutte pour l'émancipation des Juifs en Prusse et en Allemagne. En 1833, pour l'Assemblée des États de Bade, il écrit un rapport sur l'émancipation des Juifs. En 1836, il compose des Jüdischen Briefe  à Bockenheim. Ici, il adhère à une loge maçonnique qui a pour membres Ludwig Börne, Berthold Auerbach, Isaak Markus Jost ou Michael Creizenach.
En mai 1840, le Sénat de Hambourg adopté une dérogation, selon laquelle un ou deux membres de la communauté juive locale pourraient devenir notaires. Le contexte du changement de l'esprit du Sénat change après la mort du notaire juif Meyer Israel Bresselau, nommé lors de l'occupation napoléonienne. Gabriel Riesser se porte candidat. Un de ses défenseurs est son ancien camarade de classe Haller. Le 25 septembre 1840, Riesser est assermenté à titre de notaire.
Dans le différend opposant Heinrich Heine et Salomon Strauss, Riesser s'oppose à Heine en 1841 et le défie en duel puis l'abandonne. De 1840 à 1843, il fait partie de la direction du synagogue de Hambourg.
En mars 1848, Riesser est député du pré-parlement. Du 18 mai 1848 au 26 mai 1849, il est député pour le Duché de Saxe-Lauenbourg au Parlement de Francfort, où il est élu à la Commission constitutionnelle et deux fois brièvement vice-président de l'assemblée. Il s'oppose énergiquement à l'antisémitisme de Moritz Mohl, de la gauche modérée, et de Wilhelm Marr, démocrate radical. Riesser fait voter l'article 146 de la Constitution de Francfort : "La jouissance des droits civils et politiques ni ne se limite ni ne dépend de l'appartenance religieuse." Riesser est membre de la Kaiserdeputation. Le point culminant de son activité parlementaire est son "discours à l'Empereur" qu'il tient le 21 mars 1849. Profondément déçu par le refus de Frédéric-Guillaume IV de Prusse, Riesser démissionne le 26 mai 1849.
Après l'application de la Constitution en février 1849, Gabriel Riesser devient citoyen de Hambourg. À l'Union d'Erfurt, il défend le libéralisme face aux critiques des partisans de Friedrich Julius Stahl et Ernst Ludwig von Gerlach. Il fait de nombreux voyages vers l'Angleterre, l'Italie, l'Irlande, le Canada, Cuba et les États-Unis. Il relate ses expériences dans des conférences et des écrits. En 1857, il démissionne de son poste de notaire.
De 1859 à 1862, il est membre et temporairement également président du Parlement de Hambourg, instauré par la réforme constitutionnelle de 1859 à la place de l'Assemblée des propriétaires et des citoyens. En 1859, il devient juge et ainsi le premier Juif juge en Allemagne.
Riesser meurt en 1863 d'une tumeur, célibataire. Il est enterré dans le cimetière juif de Hambourg. Pendant le Troisième Reich, le cimetière est rasé, les tombes sont déplacées au cimetière juif d'Ohlsdorf (de).
Une Riesserstraße est baptisée dans le quartier de Hamm, à Hambourg. Cet hommage disparaît de 1933 à 1948.
Le neveu de Gabriel Riesser, Jakob Riesser, appartient à l'Assemblée nationale de Weimar pour le DVP.

## Source, notes et références
- (de) Cet article est partiellement ou en totalité issu de l’article de Wikipédia en allemand intitulé « Gabriel Riesser » (voir la liste des auteurs).
- (de) Karl Wippermann, « Riesser, Gabriel », dans Allgemeine Deutsche Biographie (ADB), vol. 28, Leipzig, Duncker & Humblot, 1889, p. 586-588